# Tetrazygia hispida
Tetrazygia hispida là một loài thực vật có hoa trong họ Mua. Loài này được (Sw.) Macfad. miêu tả khoa học đầu tiên.